# 1-й Павелецкий проезд
Пе́рвый Павеле́цкий прое́зд — проезд, расположенный в Южном административном округе города Москвы на территории Даниловского района.

## История
Проезд был образован и получил своё название в 1923 году по близости к Павелецкой набережной.

## Расположение
1-й Павелецкий проезд проходит от Дербеневской улицы, через которую связан с Дербеневской и Павелецкой набережными, на запад до платформы Москва-Товарная-Павелецкая Павелецкого направления Московской железной дороги.

## Примечательные здания и сооружения
По нечётной стороне:
По чётной стороне:

## Транспорт

### Автобус
По 1-му Павелецкому проезду автобусы не проходят. У восточного конца проезда, на Павелецкой набережной, расположена остановка «Павелецкая набережная, 2» автобусов 913, 984, с932.

### Метро
- Станции метро «Павелецкая» Замоскворецкой линии и «Павелецкая» Кольцевой линии (соединены переходом) — севернее проезда, на Павелецкой площади
- Станция метро «Тульская» Серпуховско-Тимирязевской линии — юго-западнее проезда, между Большой Тульской улицей, Большим Староданиловским, Холодильным и 1-м Тульским переулками

### Железнодорожный транспорт
- Платформа «Дербе́невская» Павелецкого направления МЖД — в непосредственной близости от проезда